# Menipea unyoi
Menipea unyoi är en mossdjursart som beskrevs av Okada 1918. Menipea unyoi ingår i släktet Menipea och familjen Candidae. Inga underarter finns listade i Catalogue of Life.